# Kazumura
Kazumura és un cràter de l'asteroide de la família Coronis del cinturó principal, (243) Ida, situat amb el sistema de coordenades planetocèntriques a -32 ° de latitud nord i 41.1 ° de longitud est. Fa un diàmetre de 2.1 km. El nom va ser fet oficial per la UAI el 1997 i fa referència a la Cova Kazumura, el tub de lava més llarg i més profund del món, situat a Hawaii (Estats Units d'Amèrica).